# Diplometopon zarudnyi
Genre
Espèce
Synonymes
- Pachycalamus zarudnyi (Nikolsky, 1907)

Statut de conservation UICN

 LC  : Préoccupation mineure
Diplometopon zarudnyi, unique représentant du genre Diplometopon, est une espèce d'amphisbènes de la famille des Trogonophiidae.

## Répartition
Cette espèce se rencontre en Iran, en Irak, au Koweït, en Arabie saoudite, à Oman et aux Émirats arabes unis.

## Description
Ce sont des lézards assez petits, apodes (sans pattes), vivant sur le sol, et ovipares.

## Étymologie
Cette espèce est nommée en l'honneur de Nikolaï Zaroudny.

## Publication originale
- Nikolsky, 1907 "1905" : Reptiles et amphibiens recueillis (part.) M. N. A. Zarudny en Perse en 1903-1904 [in Russian]. Annuaire du Musée Zoologique de l’Académie Impériale des Sciences de St. Petersbourg, vol. 10, p. 260-301.